# Хайнрих Мюлер
 Тази статия е за шефа на Гестапо.  За австро-унгарския дипломат, вижте Хайнрих Мюлер (дипломат).  
Хай́нрих Мю́лер (на немски: Heinrich Müller), е шеф на Гестапо (немски: Гехайме Щаатсполицай-тайната държавна полиция) (IV управление на РСХА) на Нацистка Германия (1939 – 1945). Групенфюрер от СС и генерал-лейтенант в полицията (1941), заместник на Райнхард Хайдрих. № в НСДАП – 4583199, № в СС – 107043.

## Биография

### Ранен живот и Първа световна война (1914 – 1918)
Хай́нрих Мю́лер е роден на 28 април 1900 г. в град Мюнхен, провинция Бавария, Германска империя в католическо работническо семейство. По времето на Първата световна война е награден с орден за храброст „Железен кръст“ – II-ра степен.

#### Междувоенен период
След подписването на Версайския мирен договор, през 1919 г. започва работа в баварската полиция и взима участие в потушаването на комунистическите вълнения. След разстрела на заложниците от революционната Червена Армия в Мюнхен, по време на Баварската Съветска Република, Мюлер се изпълва с доживотна ненавист към комунизма. При Ваймарската Република той ръководи политическия отдел на Мюнхенската полиция, където се запознава с много членове на НСДАП, в това число и с Хайнрих Химлер и Райнхард Хайдрих.
За него историкът Ричард Еванс пише: „Мюлер винаги е бил привърженик на реда и дисциплината. Поставените пред него задачи той изпълнявал така, сякаш са били военни команди. Същински работохолик, никога неползващ почивни дни, Мюлер бил настроен да служи на немската държава, независимо от това какво правителство е на власт, и смятал, че подчинението е всеобщо задължение“.
Като служител в криминалната полиция в Мюнхен до 1933 г. нанася множество сериозни удари на нацистите в годините на нелегалната им борба. След идването на Хитлер на власт започва също така ревностно да служи на новия режим, както по-рано е служил на Ваймарската република. Химлер забелязва у него специфичните качества като сляпо подчинение на дисциплината и професионална компетентност. Мюлер неведнъж подава заявление да бъде приет в нацистката партия, но в продължение на шест години редовно получава откази. Член на партията той става едва през 1939 г., което обаче не му попречва на практика да ръководи Гестапо от 1935 г.

### Втора световна война (1939 – 1945)
Мюлер е сред петнадесетте висши нацистки ръководители, присъствали на Ванзейската конференция, където е прието решение по „еврейския въпрос“.
През есента на 1942 г. Химлер възлага на Мюлер да създаде собствена система от концлагери за унищожаване на евреи. Вследствие на положените от Мюлер усилия, през януари 1943 г. са депортирани 45 000 евреи от Холандия, 3000 от Берлин, 30 000 от Белосток и 10 000 от Терезиенщат и са отправени към Освиенцим.
През юни 1943 г. Мюлер е изпратен в Рим, за да изясни причините, поради които италианските евреи са избегнали ареста.
Съдбата на Мюлер след април 1945 г. не е известна със сигурност. Съществуват версии, според които:
- Мюлер загива в Берлин;
- Мюлер се укрива в Латинска Америка, вероятно променяйки външността си с пластична операция. Първо живеел в Аржентина, а след това в Боливия и накрая в Парагвай;
- Мюлер бил превербуван от НКВД и завършва живота си в СССР;
- Мюлер бил превербуван от ЦРУ и живеел в САЩ (тази версия поддържат публикуваните през 1990-т „Вербовъчни беседи“ и „Дневници“ на Мюлер, считани обаче от много специалисти за фалшификати).

В СССР и Източна Европа е широко известен образът на Мюлер, изграден в романите на Юлиан Семьонов и особено във филма „Седемнадесет мига от пролетта“.